# Slalomvärldsmästerskapen i kanotsport 2006
Slalomvärldsmästerskapen i kanotsport 2006 anordnades i Prag, Tjeckien. 

## Medaljsummering

### Medaljtabell
| Pl.    | Nation         | Guld | Silver | Brons | Totalt |
| ------ | -------------- | ---- | ------ | ----- | ------ |
| 1      | Frankrike      | 4    | 0      | 0     | 4      |
| 2      | Tjeckien       | 2    | 2      | 1     | 5      |
| 3      | Tyskland       | 1    | 2      | 2     | 5      |
| 4      | Slovakien      | 1    | 1      | 2     | 4      |
| 5      | Italien        | 1    | 1      | 0     | 2      |
| 6      | Storbritannien | 0    | 1      | 2     | 3      |
| 7      | Polen          | 0    | 0      | 1     | 1      |
| Totalt | Totalt         | 9    | 7      | 8     | 24     |

### Herrar
| Gren    | Guld | Poäng         | Silver                                                                                         | Poäng  | Brons | Poäng  |
| C-1     | Tony Estanguet (FRA)                                                                                    | 207,69        | Michal Martikán (SVK)                                                                          | 209,00 | Stanislav Ježek (CZE)                                                                                    | 211,01 |
| C-1 lag | Tyskland Stefan Pfannmöller Nico Bettge Jan Benzien                                                     | 233,24        | Tjeckien Tomáš Indruch Jan Mašek Stanislav Ježek                                               | 237,68 | Storbritannien David Florence Stuart McIntosh Daniel Goddard                                             | 245,51 |
| C-2     | Tjeckien Jaroslav Volf Ondřej Štěpánek                                                                  | 224,67        | Tyskland Marcus Becker Stefan Henze                                                            | 226,86 | Slovakien Pavol Hochschorner Peter Hochschorner                                                          | 229,84 |
| C-2 lag | Tjeckien Marek Jiras & Tomáš Máder Jaroslav Volf & Ondřej Štěpánek Jaroslav Pospíšil & Jaroslav Pollert | 253,90        | Tyskland Marcus Becker & Stefan Henze Felix Michel & Sebastian Piersig Kay Simon & Robby Simon | 261,90 | Slovakien Pavol Hochschorner & Peter Hochschorner Milan Kubáň & Marián Olejník Ľuboš Šoška & Peter Šoška | 269,93 |
| K-1     | Stefano Cipressi (ITA) · Julien Billaut (FRA)                                                           | 202,02 204,49 | -                                                                                              |        | Campbell Walsh (GBR)                                                                                     | 204,78 |
| K-1 lag | Frankrike Fabien Lefèvre Julien Billaut Boris Neveu                                                     | 223,51        | Italien Daniele Molmenti Stefano Cipressi Diego Paolini                                        | 229,52 | Polen Grzegorz Polaczyk Mateusz Polaczyk Dariusz Popiela                                                 | 230,72 |

### Damer
| Gren    | Guld                                                | Poäng  | Silver                                                       | Poäng  | Brons                                                    | Poäng  |
| K-1     | Jana Dukátová (SVK)                                 | 224,09 | Fiona Pennie (GBR)                                           | 227,41 | Jennifer Bongardt (GER)                                  | 229,29 |
| K-1 lag | Frankrike Mathilde Pichery Émilie Fer Marie Gaspard | 264,87 | Tjeckien Štěpánka Hilgertová Irena Pavelková Marie Řihošková | 265,88 | Tyskland Jennifer Bongardt Claudia Bär Jasmin Schornberg | 268,85 |